# Calà del Sasso

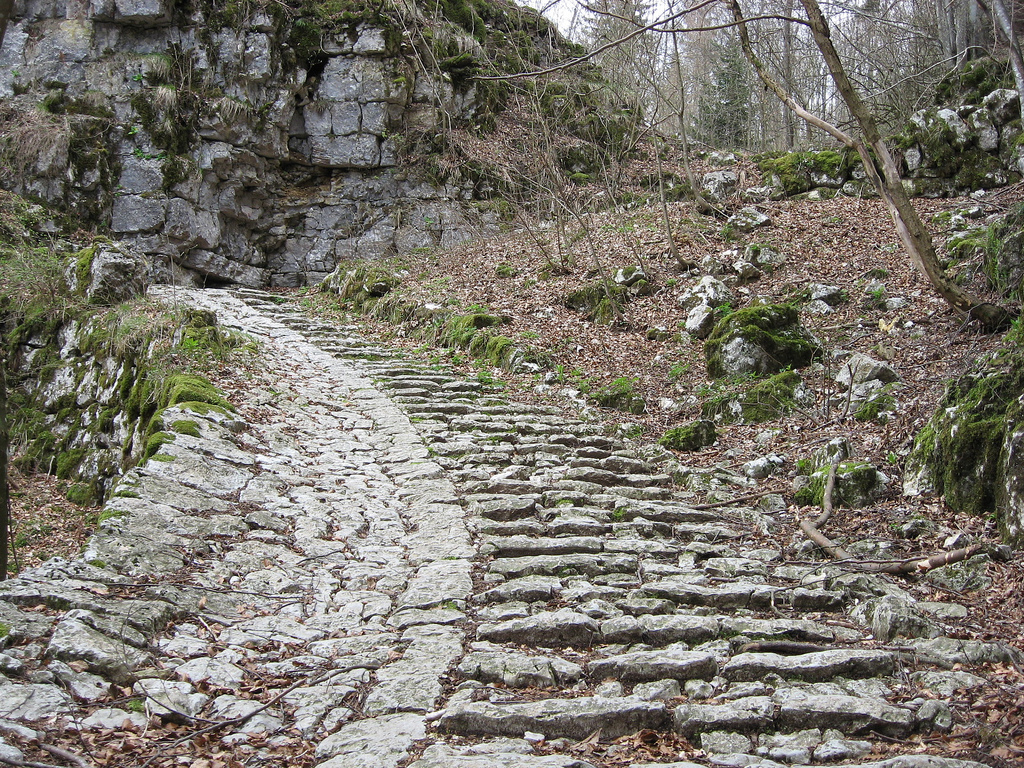
Calà del Sasso

Die Calà del Sasso (deutsch: Abstieg von Sasso) ist mit 4444 Stufen eine der größten Freitreppen Europas. Sie führt von der Hochebene von Asiago (Italien) bis ins Tal nach Valstagna.
Die Treppe wurde von Gian Galeazzo Visconti ab 1387 gebaut, um Holz zollfrei von der Hochebene von Asiago nach Valstagna zu befördern, deshalb befindet sich neben den Stufen eine Rinne, in der das Holz gezogen wurde. Die Treppe überwindet einen Höhenunterschied von etwa 750 Metern. Vom frühen 14. bis ins späte 18. Jahrhundert wurden geschätzte 30 Millionen Baumstämme aus der hinter Sasso liegenden Hochebene gefällt und für den Haus- und Schiffsbau hauptsächlich nach Venedig verbracht. Die zur Vermeidung von Wegezöllen errichtete Freitreppe forderte sowohl beim Bau als auch im Betrieb zahlreiche Todesopfer. Namentlich und in Zahl erfasst wurden diese aber erst nach 1730. Ein Gedenkstein am Beginn der Treppe erinnert an diese Opfer.
Die Anlage wurde vor einigen Jahren restauriert und ist jetzt als Wanderweg ausgezeichnet. Jedes Jahr am zweiten Sonntag im August wird ein Fackelzug über die Calà del Sasso veranstaltet, dann wandern viele Menschen diesen Weg gemeinsam hinauf und wieder hinab.